# Zylon

(p-fenilene-2,6-benzobisoxazolo)

Zylon (nome IUPAC: poli (p-fenilene-2,6-benzobisoxazolo)) è un marchio registrato per una vasta gamma di Polimeri termoindurenti. 
Questo polimero sintetico è stato inventato e sviluppato da SRI International negli anni 80 ed è fabbricato dalla Toyobo Corporation. Nell'uso generico, la fibra è indicata come PBO.
Lo Zylon ha un carico di rottura a trazione pari a 5,8 GPa, che è 1,6 volte quello del Kevlar. Inoltre, ha un modulo di Young di 270 GPa, il che significa che è molto rigido. Come il Kevlar (del quale è circa 5 volte più resistente), lo Zylon è utilizzato in numerose applicazioni che richiedono proprietà meccaniche superiori con un'eccellente stabilità termica e peso ridotto. Viene solitamente usato per fabbricare giubbotti antiproiettile, racchette da tennis e da ping-pong, snowboard, varie apparecchiature mediche e alcuni componenti dei veicoli per l'esplorazione di Marte, in Formula 1 per rinforzare tra l'altro i serbatoi e nel calcio per realizzare parastinchi. Secondo alcune ipotesi, lo Zylon potrebbe essere utilizzato per il cavo dell'ipotetica megastruttura "skyhook"